# Fawley (Hampshire)
Fawley – wieś w Anglii, w hrabstwie Hampshire, w dystrykcie New Forest. Leży 27 km na południe od miasta Winchester i 114 km na południowy zachód od Londynu.